# Grand Hotel (serie televisiva)
Grand Hotel è una serie televisiva statunitense, ideata da Brian Tanen e basata sulla serie spagnola Gran Hotel, creata da Ramón Campos e Gema R. Neira.
La serie è stata trasmessa sul canale ABC dal 17 giugno al 9 settembre 2019, mentre in Italia è andata in onda su Fox Life dall'8 luglio al 30 settembre 2019.

## Trama
La serie racconta la vita professionale e personale dei lavoratori di un hotel a conduzione familiare a Miami.

## Episodi
| Stagione       | Episodi | Prima TV USA | Prima TV Italia |
| -------------- | ------- | ------------ | --------------- |
| Prima stagione | 13      | 2019         | 2019            |

## Personaggi e interpreti

### Principali
- Santiago Mendoza, interpretato da Demián Bichir, doppiato da Franco Mannella.
Patriarca della famiglia Mendoza e proprietario del Riviera Grand Hotel, che ha ereditato dalla defunta moglie Beatriz.
- Gigi Mendoza, interpretata da Roselyn Sánchez, doppiata da Stella Musy.
Seconda moglie di Santiago che era anche la migliore amica di Beatriz.
- Alicia Mendoza, interpretata da Denyse Tontz, doppiata da Veronica Puccio.
Figlia di Santiago che si è da poco laureata con un MBA alla Cornell University. Aiuterà il padre a gestire l'hotel.
- Javi Mendoza, interpretato da Bryan Craig, doppiato da Alessandro Campaiola.
Figlio di Santiago.
- Helen "signora P" Parker, interpretata da Wendy Raquel Robinson, doppiata da Rachele Paolelli.
Capo dello staff del Riviera Grand Hotel.
- Danny, interpretato da Lincoln Younes, doppiato da Alberto Franco.
Cameriere recentemente assunto al Riviera Grand Hotel. Sta indagando sulla scomparsa di sua sorella Sky, che ha lavorato nell'hotel.
- Mateo, interpretato da Shalim Ortiz, doppiato da Marco Bassetti.
Direttore dell'albergo e il braccio destro di Santiago; lavora segretamente per i creditori dell'hotel
- Ingrid, interpretata da Anne Winters, doppiata da Lucrezia Marricchi.
Governante incinta del Riviera Grand Hotel.
- Jason Parker, interpretato da Chris Warren Jr., doppiato da Gabriele Vender.
Figlio della signora P che lavora al Riviera Grand Hotel come cameriere.
- Carolina, interpretata da Feliz Ramirez, doppiata da Virginia Brunetti.
Figlia ossessionata di Gigi e sorella gemella di Yoli.
- Yoli, interpretata da Justina Adorno, doppiata da Erica Necci.
Figlia socialmente goffa di Gigi e gemella di Carolina. È bisessuale.

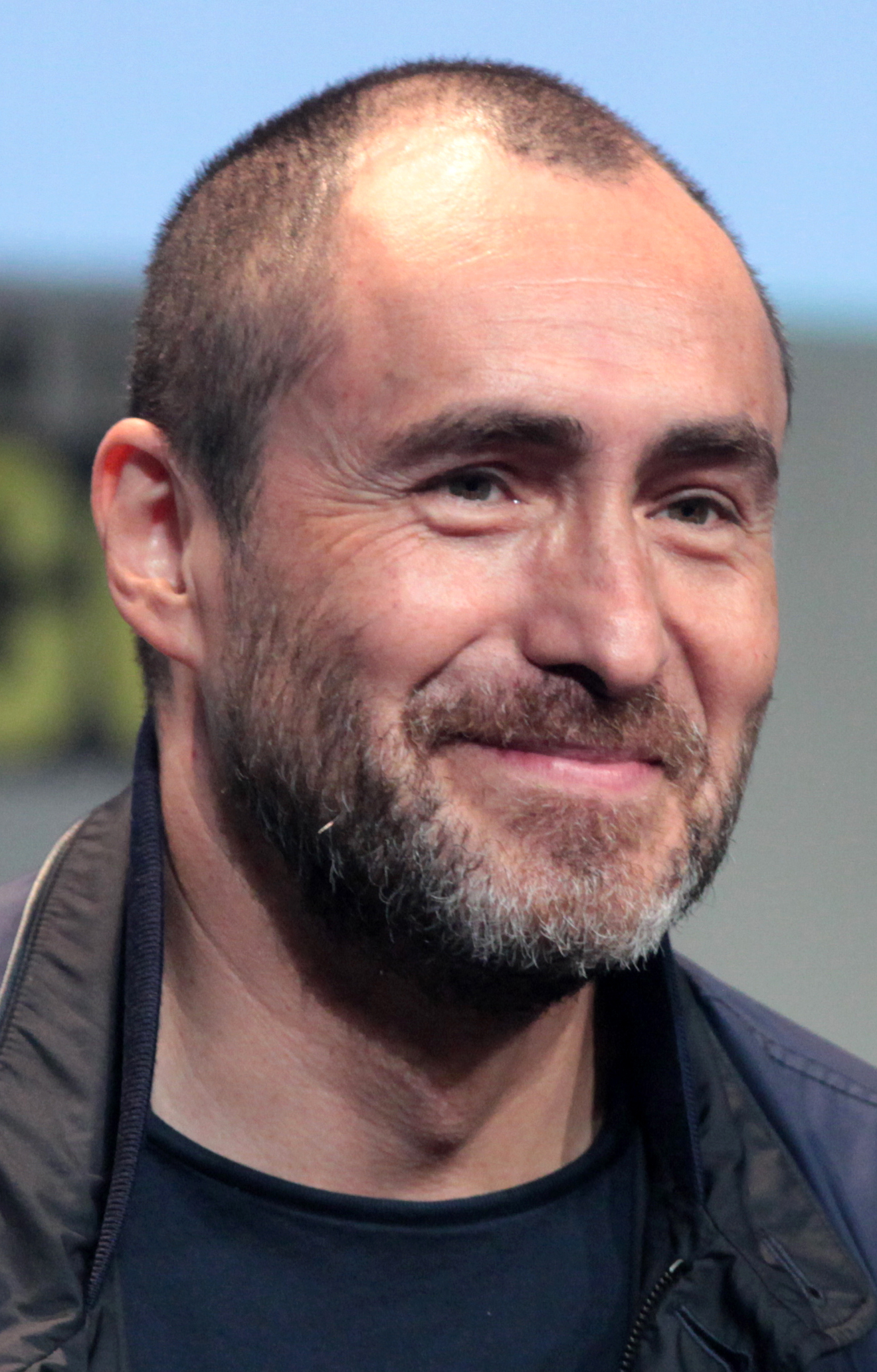
Demián Bichir interpreta Santiago Mendoza
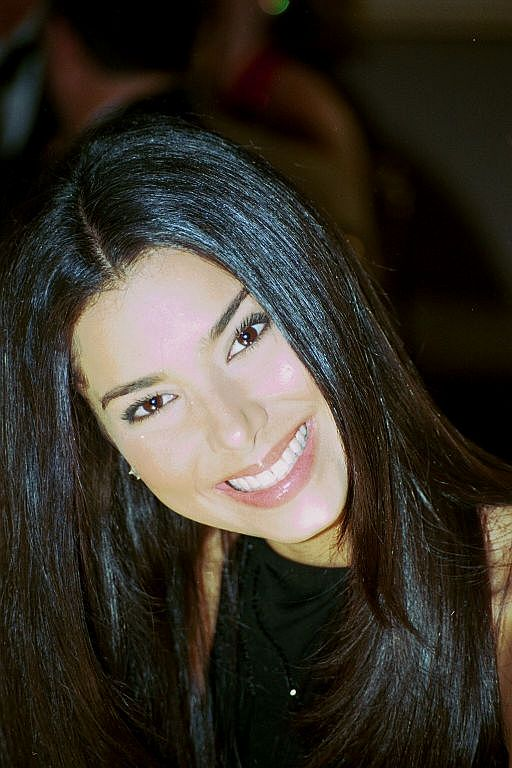
Roselyn Sanchez interpreta Gigi Mendoza
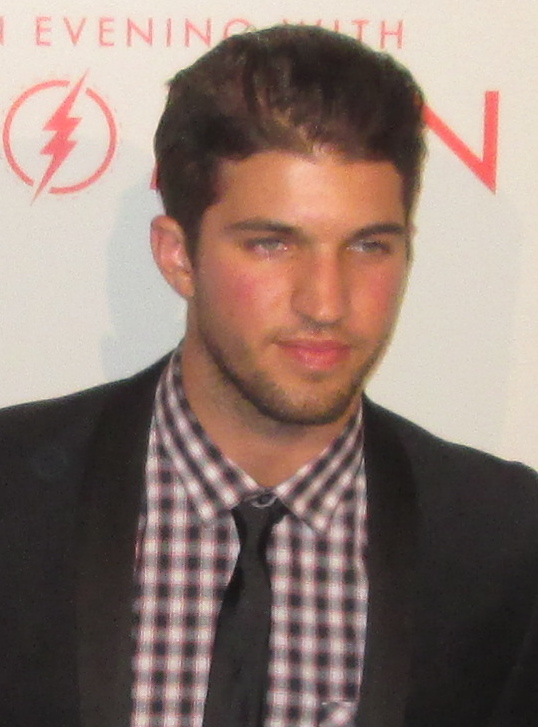
Bryan Craig interpreta Javi Mendoza
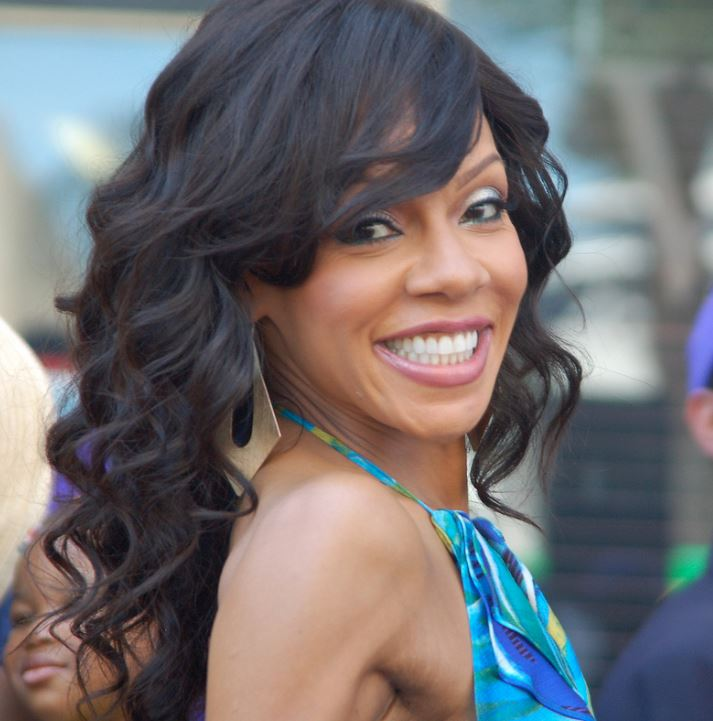
Wendy Raquel Robinson interpreta Helen "Mrs. P" Parker
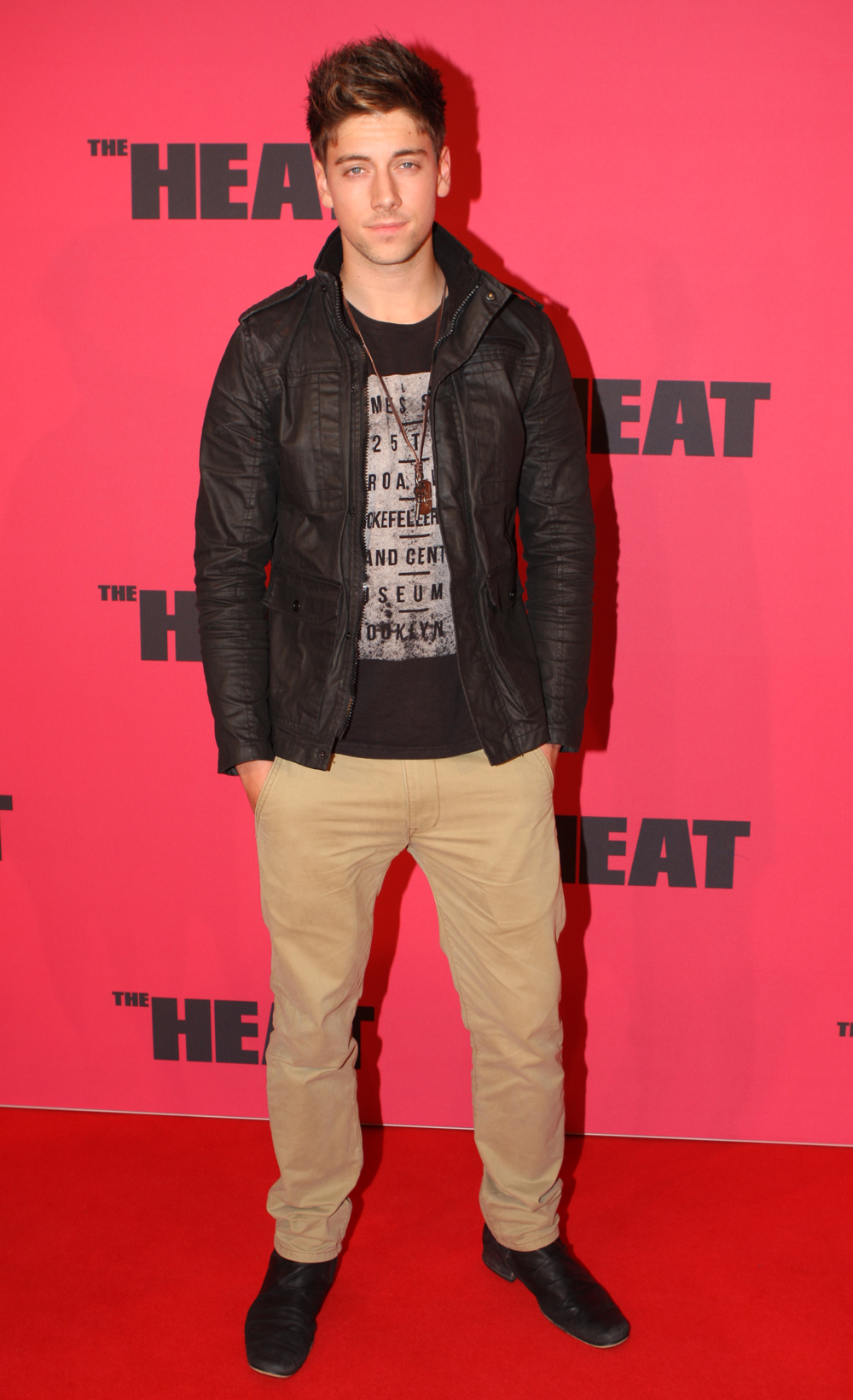
Lincoln Younes interpreta Danny
Shalim Ortiz interpreta Mateo
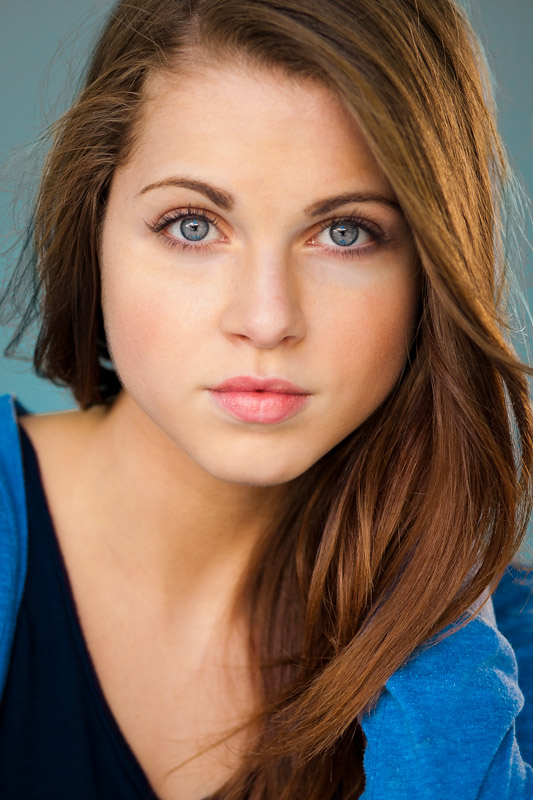
Anne Winters interpreta Ingrid

### Ricorrenti
- Sky Garibaldi, interpretata da Arielle Kebbel, doppiata da Roberta De Roberto.
Chef del Riviera Grand Hotel, misteriosamente scomparsa durante un uragano; sa qualcosa di spiacevole riguardo al passato di Santiago.
- El Rey, interpretato da Jencarlos Canela, doppiato da Luca Mannocci.
Autoproclamato "Re di Miami", è un famoso rapper assunto da Alicia per aiutare ad attirare nuovi affari per l'hotel.
- Malcolm Parker, interpretato da John Marshall Jones, doppiato da Lucio Saccone.
Marito della signora P e padre di Jason.
- Nelson, interpretato da Matt Shively, doppiato da Luca Baldini.
Concierge dell'hotel, all'apparenza goffo, ma al corrente di ciò che è successo a Sky. Ricatta Mateo perché è convinto che l'uomo sia colpevole della sua scomparsa.
- Marisa, interpretata da Sabrina Trexidor, doppiata da Eva Padoan.
Massaggiatrice dell'hotel che inizia una relazione, inizialmente segreta, con Yoli.
- Heather Davis, interpretata da Elizabeth McLaughlin, doppiata da Giulia Franceschetti.
Fidanzata di Danny. Conosce la sua vera identità e il perché del suo lavoro al Riviera Grand.
- Felix, interpretato da Adrian Pasdar, doppiato da Francesco Prando.
Ex marito di Gigi e padre di Carolina e Yoli.
- Teresa Williams, interpretata da Katey Sagal, doppiata da Antonella Giannini.
Capo del sindacato misterioso per cui lavora segretamente Mateo.

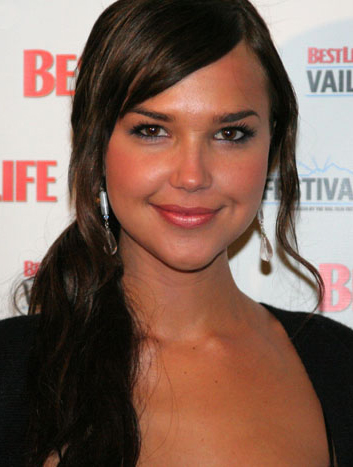
Arielle Kebbel interpreta Sky Garibaldi
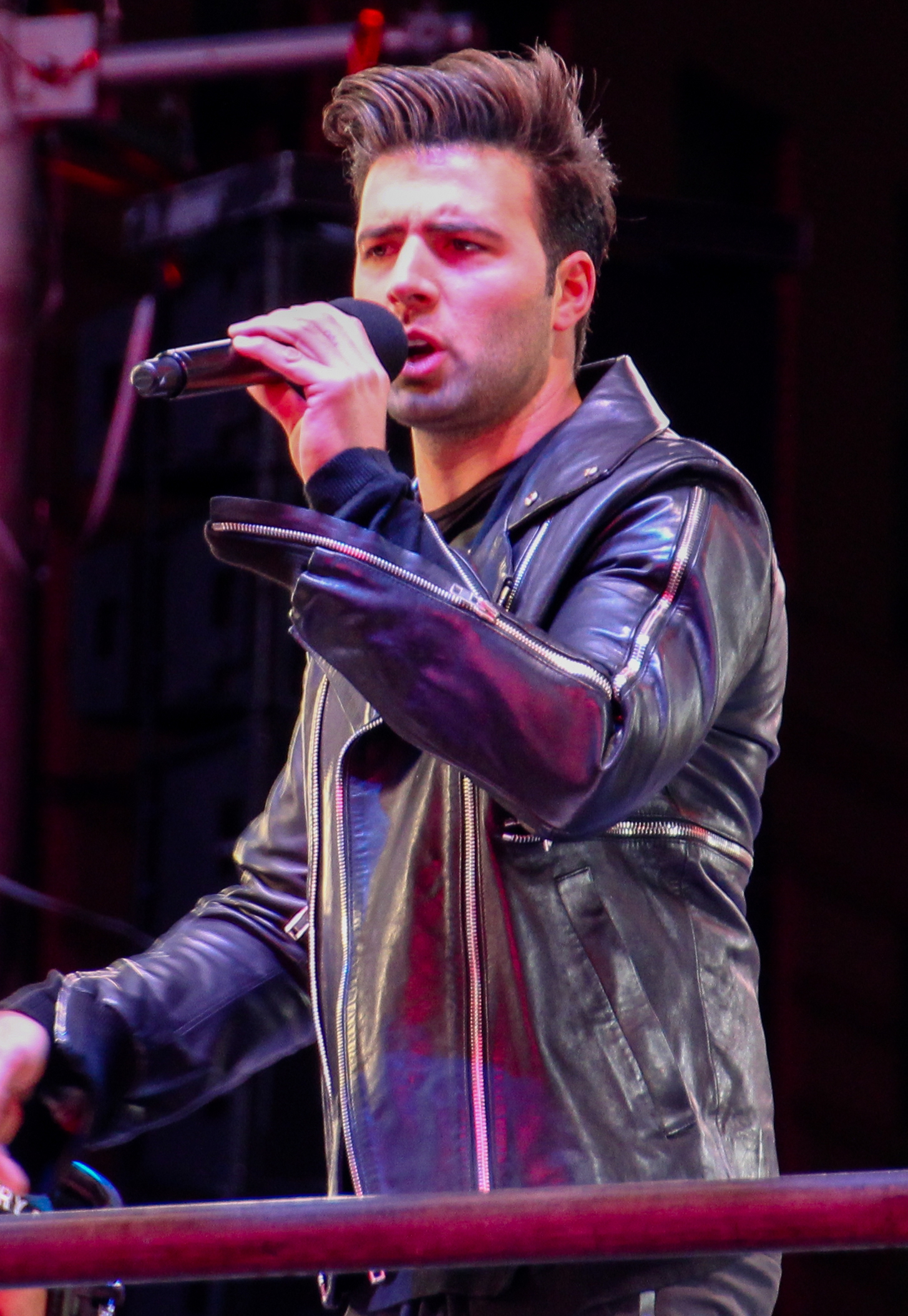
Jencarlos Canela interpreta El Rey
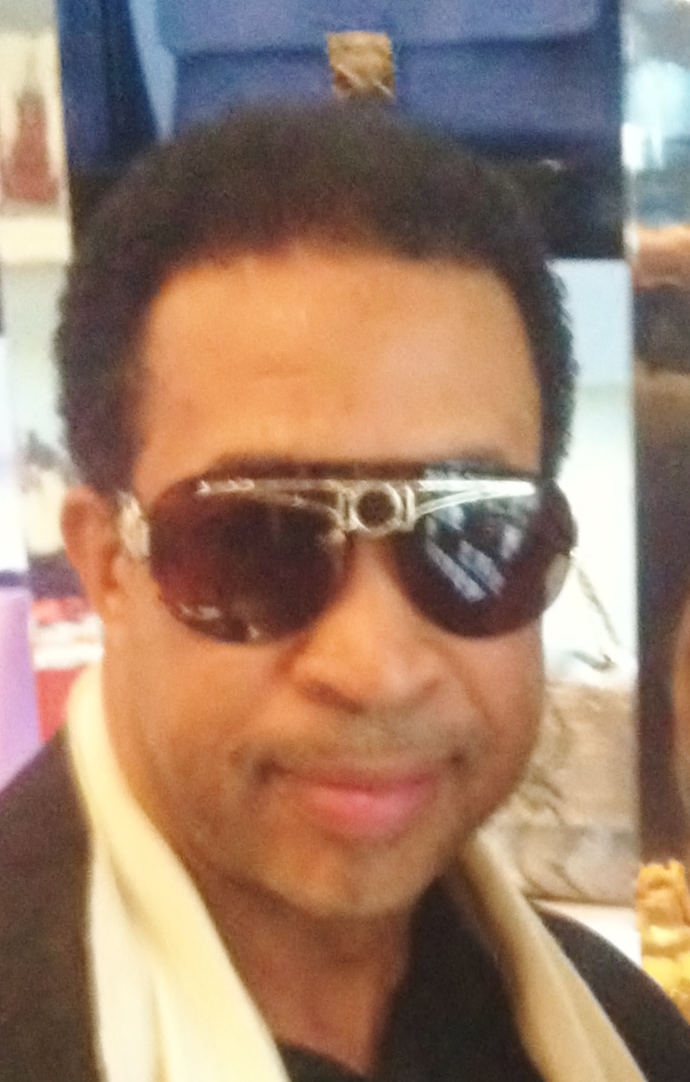
John Marshall Jones interpreta Malcolm Parker
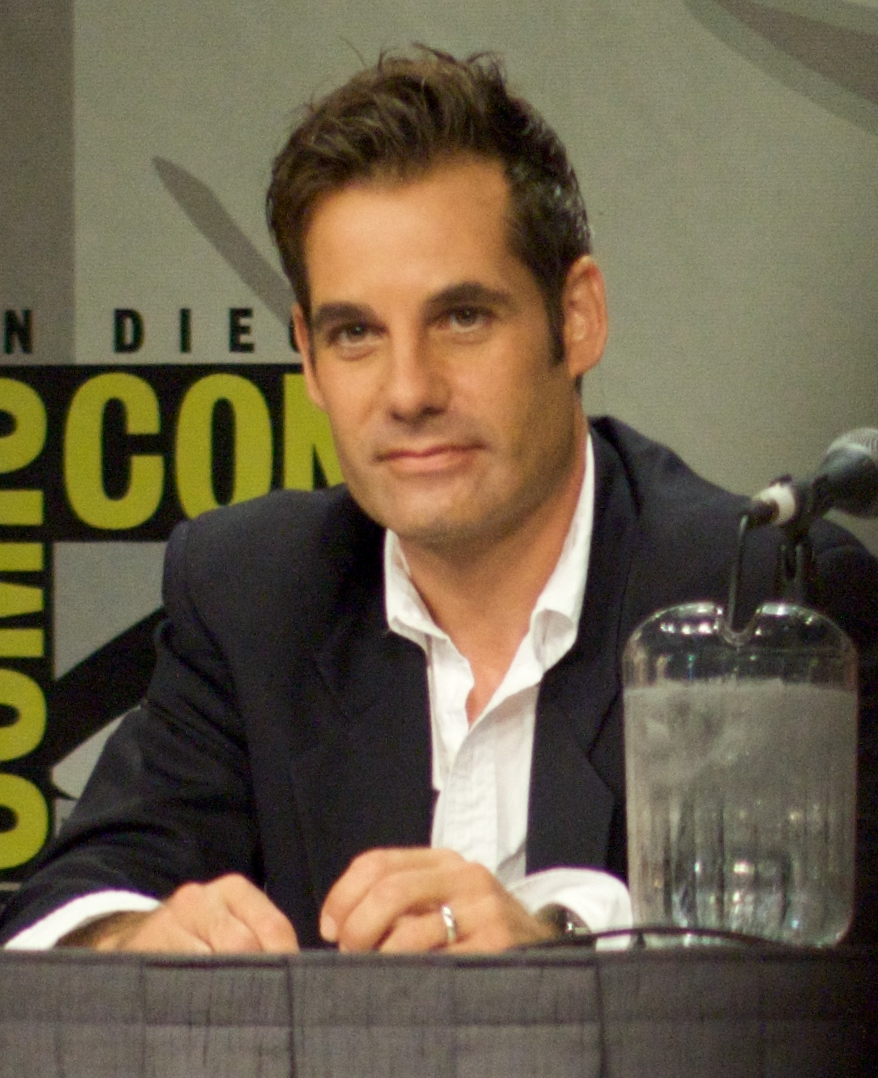
Adrian Pasdar interpreta Felix
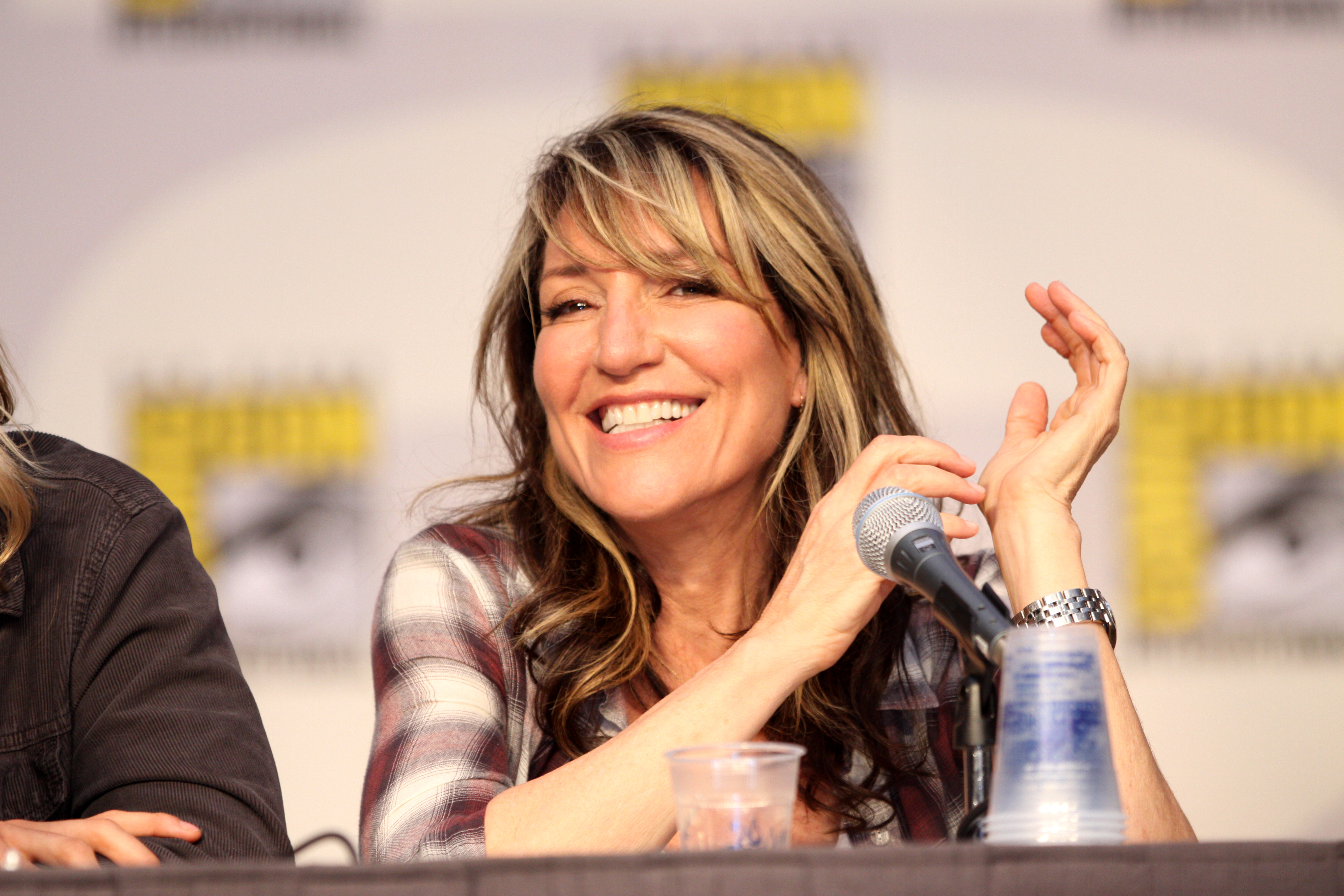
Katey Sagal interpreta Teresa
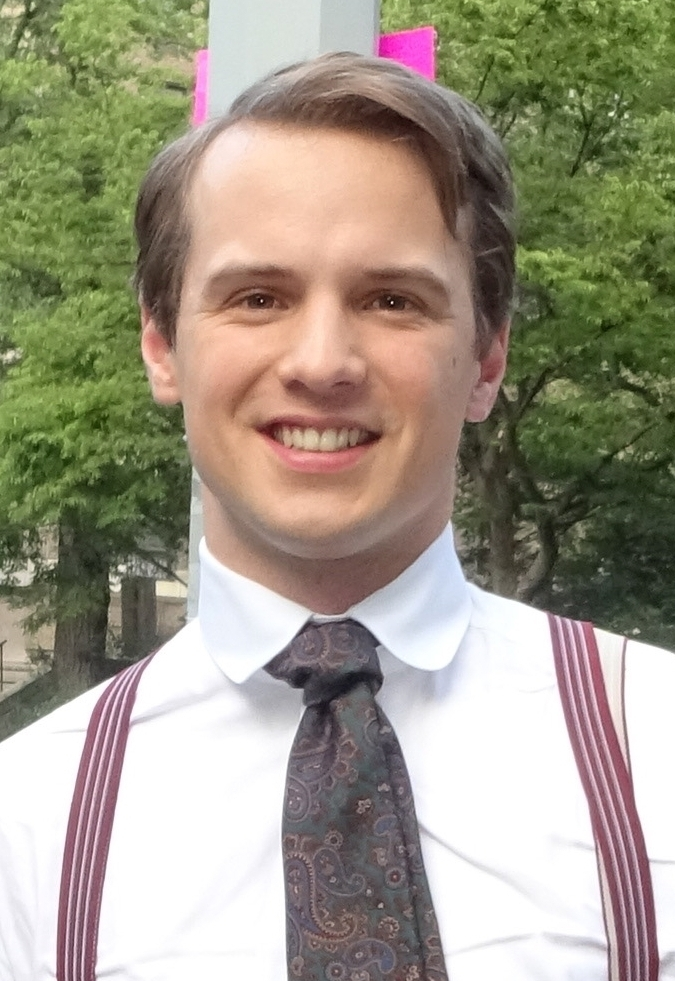
Freddie Stroma interpreta Oliver

### Guest
- Byron, interpretato da Ken Kirby, doppiato da Davide Perino.
Ex fidanzato di Carolina e figlio della famiglia cinese che vuole comprare l'hotel.
- Beatriz Mendoza, interpretata da Eva Longoria Bastón, doppiata da Ilaria Stagni.
Defunta moglie di Santiago e la madre di Alicia e Javi, la sua famiglia è proprietaria dell'hotel da generazioni.
- Michael Finn, interpretato da Richard Burgi, doppiato da Vittorio Guerrieri.
Arrogante proprietario del Finn Hotel Group e avversario di Santiago.
- Oliver (stagione 1), interpretato da Freddie Stroma.
Compagno di classe di Alicia che lavora come manager per Michael Finn. Ha un breve flirt con Alicia.

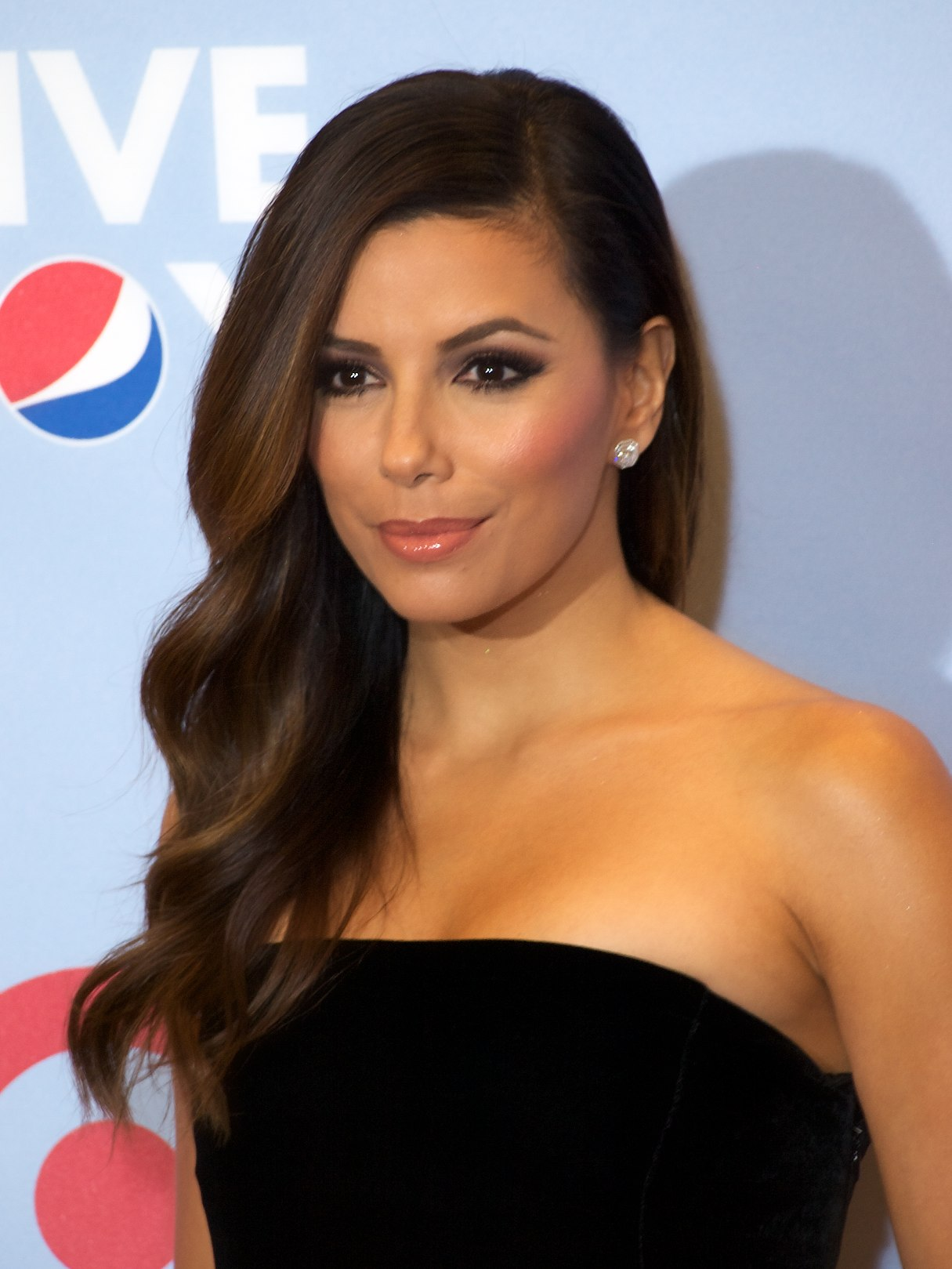
Eva Longoria interpreta Beatriz Mendoza

## Produzione

### Sviluppo
Il 21 novembre 2017, venne annunciato che ABC stava sviluppando un adattamento americano della serie televisiva spagnola Gran Hotel. Il 2 febbraio 2018, venne annunciato che la rete aveva ordinato l'episodio pilota, scritto da Brian Tanen e prodotto da Eva Longoria, Ben Spector, Oliver Bachert e Christian Gockel. Il 23 febbraio, venne riferito che Ken Olin avrebbe diretto l'episodio. Le case di produzione coinvolte sono la ABC Studios, la UnveliEVAble Entertainment e la BT's Fishing Team.
L'11 maggio 2018, venne annunciato che la ABC aveva ordinato la serie e che Ramón Campos e Teresa Fernández-Valdés, produttori della serie spagnola originale, si stavano unendo alla serie come produttori esecutivi. Pochi giorni dopo, fu annunciato che la serie sarebbe stata presentata per la prima volta nella primavera del 2019, mentre il 12 dicembre 2018, venne annunciato che sarebbe andata in onda dal 17 giugno 2019, il lunedì nello slot delle 22:00.
Il 1º ottobre 2019, Grand Hotel è stata cancellata dopo una stagione.

### Casting
Nel febbraio 2018, venne annunciato che Roselyn Sánchez e Chris Warren Jr. si erano uniti al cast principale della serie. Nel marzo 2018, venne riferito che Demián Bichir, Wendy Raquel Robinson, Shalim Ortiz, Denyse Tontz, Anne Winters, Bryan Craig, Lincoln Younes, Feliz Ramirez e Justina Adorno erano stati ingaggiati in ruoli principali. Nel settembre 2018, fu annunciato che Eva Longoria avrebbe recitato nella serie, in un ruolo da guest, mentre Jencarlos Canela in un ruolo ricorrente. Il 15 novembre 2018, fu riferito che John Marshall Jones, Richard Burgi e Adrian Pasdar erano stati ingaggiati in ruoli ricorrenti. Nel dicembre 2018, venne annunciato che Katey Sagal, Freddie Stroma e Ken Kirby si erano uniti al cast ricorrente. Arielle Kebbel apparirà nella serie come Sky.

### Riprese
Le riprese della serie sono iniziate nel marzo del 2018 al Fontainebleau Hotel a Miami.

## Promozione
Il 15 maggio 2018, è stato rilasciato il primo trailer ufficiale della serie. Il 20 dicembre 2018, è stata rilasciata una prima immagine della serie.

## Accoglienza

### Ascolti
La serie ha debuttato negli Stati Uniti con 3.690.000 di telespettatori.

### Critica
La serie è stata accolta positivamente dalla critica. Sull'aggregatore di recensioni Rotten Tomatoes ha un indice di gradimento dell'82% con un voto medio di 7,9 su 10, basato su 11 recensioni. Il commento consensuale del sito recita: "Grand Hotel è una vivace soap estiva, che riunisce un affascinante gruppo di talenti Latinx e li lascia rimbalzare l'un l'altro in deliziosi sordidi giri di tradimento". Su Metacritic, invece ha un punteggio di 60 su 100, basato su 9 recensioni.